# Filosofia postmoderna
La filosofia postmoderna aplica el concepte de postmodernitat al pensament i qüestiona les bases històriques sobre les quals s'ha construït la filosofia occidental.
Va iniciar-se amb els escrits de Michel Foucault que relacionaven coneixement i poder, veient com el cànon i el saber privilegiat s'han unit sempre amb els dominadors, silenciant altres subcultures, que amb la postmodernitat reclamen una relectura del passat, per exemple des de l'òptica feminista o les minories ètniques. Els teòrics d'aquest corrent són hereus de Nietzsche.
Tant Jean-François Lyotard com Jacques Derrida, influenciats per Ludwig Wittgenstein, van interessar-se per l'anàlisi textual dels escrits filosòfics, aplicable després a altres esferes que són texts expandits (fins i tot, si no estan escrits), com defensa la semiòtica. Així, molts dels problemes filosòfics són en realitat problemes de llenguatge i de definició.
Els pensadors d'aquest corrent van rebutjar la fe absoluta en el subjecte i en la raó; van introduir el perspectivisme i van practicar un escepticisme radical, que qüestiona la noció de realitat. Van incorporar enfocaments d'altres disciplines per relacionar filosofia i societat i van afirmar que no hi havia res immutable o segur, en línia amb una època que Zygmunt Bauman va qualificar de líquida.

## Crítica
El moviment va ser criticat pels excessos comesos amb el llenguatge, per entre d'altres Jean Bricmont, Richard Dawkins i Alan Sokal. El veuen com una impostura intel·lectual, que produeix texts incomprensibles, que tot i un ordinador pot parodiar amb facilitat, com ho prova el Postmodernism generator. A més, en sobreaccentuar la subjectivitat i el relativisme i pretendre que qualsevol explicació és equivalent, pel necessari respecte dogut a opinions minoritàries, sigui un mite, un gran narratiu o el resultat d'una recerca científica, pel necessari respecte de qualsevol opinió es vist com un retorn a l'obscurantisme i l'antimodernisme de l'església catòlica, negant el progrés de la il·lustració.